# Существо (фильм, 1982)
«Существо» (англ. The Entity) — американский психологический фильм ужасов 1982 года (в некоторых источниках — 1983 года). Снят в поджанре «фильм ужасов о сверхъестественном», «дом с привидениями». Лента снята по одноимённой повести (1978) Фрэнка Де Фелитты, которая, в свою очередь, написана на основе реальных событий 1974 года: тогда некая Дорис Битер из города Калвер-Сити заявила, что регулярно подвергается сексуальному насилию со стороны невидимой сущности в собственном доме; правдивость этих утверждений выясняли учёные Калифорнийского университета в Лос-Анджелесе.

## Сюжет
В Лос-Анджелесе живёт мать-одиночка Карла Моран, и однажды она жестоко изнасилована невидимой сущностью в собственном доме. Когда это повторяется, она с детьми бежит к своей подруге Синди Нэш.
На следующий день Карла едва не погибает, когда её автомобиль загадочным образом выходит из под контроля во время движения. Синди убеждает подругу обратиться к психологу по имени Фил Снейдерман. Тот не верит женщине, хотя та демонстрирует ему следы укусов и синяки, которые она получила накануне в своей ванной от того же невидимого существа. Психолог посещает дом Карлы, знакомится с её детьми. Женщина рассказывает доктору, что в детстве и подростковом возрасте она перенесла множество травм, включая сексуальное и физическое насилие, подростковую беременность и насильственную смерть своего первого мужа. Это ещё более укрепляет Снейдермана в мысли о том, что Карла психически нездорова, её рассказы о призраке — ложь, а травмы она нанесла себе сама. Вскоре после ухода психолога невидимка вновь нападет на Карлу, на этот раз на глазах у её детей. Её сын, Билли, пытается защитить мать, но в него прилетают неизвестные энергетические разряды, в результате чего он получает перелом запястья.
Карла посещает своего психолога, который вновь пытается разобраться в проблеме, на этот раз вместе с коллегой, доктором Уэбером. После ухода пациентки тот делится своим мнением: индуцированное бредовое расстройство, возникшее из-за повреждённой психики, сексуальной неудовлетворенности и склонности к мастурбации.
Следующей ночью сущность заставляет Карлу испытать оргазм во сне, лаская её соски́. На следующий день Снейдерман убеждает Карлу лечь в психиатрическую больницу для наблюдения, но она отказывается и приходит в ярость, когда Снейдерман заходит так далеко, что предполагает, будто она испытывает кровосмесительные чувства к своему сыну.
Вскоре Синди становится свидетелем нападения этого невидимого существа на подругу, теперь она верит подруге безоговорочно. Карла случайно встречает двух парапсихологов, которых убеждает посетить её дом. Изначально настроенные скептически, они становятся свидетелями нескольких паранормальных явлений и соглашаются исследовать дом. К Карле приезжает её любовник, Джерри Андерсон, и здесь женщина подвергается особо яростной атаке со стороны невидимки. Неверно истолковав причину шума, Билли устраивает драку с Джерри, в результате которой последний попадает в больницу.
Отчаявшись найти решение, Карла соглашается участвовать в сложном эксперименте, проводимом командой парапсихологов. Создан точный макет её дома, чтобы заманить сущность в ловушку и заморозить её жидким гелием. Поначалу всё идёт по плану, но затем явившийся призрак захватывает контроль над гелиевыми струями, используя их против Карлы. Тогда она прямо говорит ему, что «оно может убить её, но никогда не получит её». В этот момент резервуары взрываются и заливают помещение жидким гелием. Снейдерман, который негласно следил за своей пациенткой, врывается как раз вовремя, чтобы спасти Карлу. Обернувшись, они видят, что существо поймано и заключено в огромной ледяной глыбе. Однако оно быстро вырывается на свободу и исчезает, но теперь психолог понимает, что Карла всё это время говорила правду.
Карла возвращается в свой дом на следующий день. Входная дверь захлопывается сама по себе, и ее приветствует демонический голос: «Добро пожаловать домой, cunt». После этого Карла с детьми садится в машину и уезжает из города навсегда.
В конце фильма надписи на экране сообщают, что Карла и её семья переехали в Техас, она всё ещё подвергается нападкам со стороны сущности, хотя их частота и серьёзность уменьшились.

## В ролях
В порядке указания в титрах
- Барбара Херши — Карла Моран
- Рон Сильвер — Фил Снейдерман, психолог
- Дэвид Лабиоза[англ.] — Билли, сын Карлы
- Джордж Коу[англ.] — доктор Уэбер
- Мэгги Блай — Синди Нэш
- Жаклин Брукс[англ.] — доктор Элизабет Кули, парапсихолог
- Ричард Брестофф — Джин Крафт
- Майкл Оллдридж[англ.] — Джордж Нэш
- Реймонд Сингер — Джо Механ
- Аллан Рич[англ.] — доктор Уолкотт
- Наташа Райан — Джули
- Мелани Гаффин — Ким
- Алекс Рокко — Джерри Андерсон
- Салли Бояр[англ.] — мистер Рейс
- Том Стерн — Вуди Браун
- Курт Лоуэнс — доктор Уилкс
- Пола Виктор — доктор Шевалье
- Ли Уилкоф[англ.] — доктор Л. Хоус

## Производство и показ
На главную роль рассматривались несколько известных актрис: Джилл Клейберг, Салли Филд, Джейн Фонда и Бетт Мидлер, но, ознакомившись со сценарием, все четверо отклонили предложение. В итоге на эту роль согласилась Барбара Херши, причём утверждена она была всего за десять дней до начала съёмок. Её очень смутили обнажённые сцены с её участием, но режиссёр заверил актрису, что в этих сценах она будет заменена дублёрами и манекенами. Действительно, для съёмок откровенных сцен был заказан высокотехнологичный манекен — он обошёлся бюджету ленты в 65 000 долларов (ок. 215,8 тыс. в ценах марта 2023 года).
На роль Джерри Андерсона режиссёр хотел пригласить Крейга Нельсона, но продюсеры настояли на Алексе Рокко.
Съёмки начались 30 марта 1981 года в Лос-Анджелесе, и уже к концу июня фильм был полностью отснят. Режиссёр остался доволен коротким периодом съёмок и относительно небольшой съёмочной группой: «Не было ни статистов, ожидающих в автобусах, ни шести съёмочных групп, никакой ерунды. И в каждый момент мы знали, что фильм продвигается довольно хорошо».
В роли «про́клятого дома» (вид снаружи) выступил один из домов городка Эль-Сегундо (штат Калифорния), его интерьеры были отсняты в киностудии в Лос-Анджелесе.
Стилистически режиссёр и оператор отдали предпочтение крупным планам и так называемым голландским углам.
Был снят под-сюжет, рассказывающий о сексуальных отношениях Карлы Моран и её сына Билли, но в итоге было решено его в фильм не включать.
Спецэффекты фильма недороги, за них отвечал будущая звезда Стэнли Уинстон.
Фильм был готов к выпуску в 1981 году, но по ряду причин его премьера затянулась. Впервые он был показан в Великобритании 30 сентября 1982 года, позднее в том же году (хронологически) — в Японии, Швеции, Нидерландах, Ирландии, Гонконге, Дании, Финляндии и Норвегии. В 1983 году: в ФРГ, Канаде, США (4 февраля), Австралии, Франции, Португалии, Аргентине, Бразилии, Колумбии, Мексике и Турции. В 1990 году состоялась премьера в Южной Корее, в 2004 году — в Греции (по телевидению), в 2011 году — в Польше (по телевидению), в 2012 году — в Сингапуре (на DVD).
Как говорилось выше, премьера ленты состоялась не на родине, а в Великобритании, где была встречена протестами со стороны женских правозащитных организаций, которые сочли фильм оскорбительным из-за его откровенного изображения сексуального насилия. В стране производства (США) картина вышла спустя четыре с лишним месяца после премьеры за рубежом, практически без предварительной рекламы. Защищая фильм, исполнительница главой роли сказала: «Я возмущена тем, что меня поставили в положение защитницы фильма. Мы очень усердно работали, чтобы не превратить это в эксплуатацию. Изнасилование — одна из самых уродливых, если не самая уродливая вещь, которая может с кем-то случиться. Это своего рода убийство. У меня нет ответа для тех людей, которые оскорблены».
Бюджет фильма составил 9 миллионов долларов (ок. 29,9 млн в ценах марта 2023 года), в прокате он собрал 13,3 миллиона долларов.
В сентябре 2012 года «Существо» было представлено на кинофестивале Fantastic Fest в Остине (штат Техас).

## Критика и наследие
- The New York Times. «Игра Херши хороша, однако фильм предлагает острые ощущения короткими очередями стаккато и скучную науку длинными очередями.»[10]
- Now[англ.]. «Херши придает Карле правдоподобную смесь безнадёжности и твердости духа, а Рон Сильвер играет правильную роль чрезмерно напористого психолога, у которого может быть больше, чем профессиональный интерес к делу. Режиссёр Сидни Фьюри держит их на переднем плане, но использует слегка нестандартные ракурсы, чтобы сделать свои самые обычные декорации жуткими и тесными»[11].
- Майкл Аткинсон. «Возможно, не существует, за исключением чудо-кабинета Дэвида Кроненберга, более мощной метафоры ада из фильмов ужасов, чем та, что подпитывает этот пост-»Изгоняющий дьявола"… Фильм как будто создает собственную библиотеку пламенной феминистской теории. Он остается нервирующим и диким, возможно, самым красноречивым фильмом, когда-либо снятым в Голливуде о борьбе сексуальных низов".
- Мартин Скорсезе. «Это четвёртый по „страшности“ фильм ужасов всех времён, превосходящий „Психо“ и „Сияние“».

Много лет спустя после выхода фильма, в 2012 году, режиссёр Сидни Фьюри сказал в интервью, что он не рассматривает «Существо» как фильм ужасов, несмотря на его экстремальную образность, тревожащую атмосферу и ужасающий сюжет. Он считает, «Существо» — это скорее «фильм о сверхъестественном в жанре саспенса». Фьюри также признался, что намеренно избегал расследования фактического происшествия, на котором, собственно, и основан фильм; что он «никоим образом не хотел судить персонажей и историю». Ни он, ни исполнительница главной роли Барбара Херши не встречались с Дорис Битер — женщиной, на которой был основан персонаж по имени Карла Моран.
В 2005 году «Существо» было выпущено на DVD, в 2012 году — на Blu-ray Disc.
В 1999 году киноавангардист Петер Черкасски использовал кадры из «Существа» в своём фильме «Глубокий космос».
В 2015 году Джеймс Ван (Atomic Monster Productions) и Рой Ли (Vertigo Entertainment) объявили, что планируют сделать ремейк «Существа». По состоянию на май 2023 года это так и осталось в планах.

## Награды и номинации
| Награда                                | Категория      | Получатель       | Итог      |
| -------------------------------------- | -------------- | ---------------- | --------- |
| Премия кинофестиваля в Авориазе (1983) | Лучшая актриса | Барбара Херши    | Победа    |
| Сатурн                                 | Лучшая музыка  | Чарльз Бернштейн | Номинация |